# Pochodeň (deník)
Pochodeň (deník) je východočeský deník, vydávaný v Hradci Králové od roku 1933. Pod tímto titulem vycházel v letech 1933-1991, a od roku 1992 vychází pod názvem Deník.

## Historie
- 1933–1934 týdeník, vydavatel František Novák, Hradec Králové
- 1933–1934 vydavatel Václav Kult, Hradec Králové
- 1936-1938 vydavatel František Hlávka, Hradec Králové
- 1945–1959 vydavatel Výkonný výbor KSČ, pobočka Hradec Králové
- 1960–1989 vydavatel Krajský výbor KSČ v Hradci Králové; 1964-1969 výtvarný redaktor Jan Baleka, kolem 1978- šéfredaktor Oldřich Enge
- od 4.12.1989 titul Nová pochodeň
- 1990 vydavatel Delta, Hradec Králové; od 26.11.1990 s podnázvem Vaše noviny
- 1991 Deník Pochodeň, vydavatel Deltapress, Hradec Králové
- od 1992 přejmenován na Deník, vydavatel Deltapress, Hradec Králové